# Підземне сховище Бренем
Підземне сховище Бренем — колишнє підприємство нафтогазової промисловості Техасу, котре знаходилось за сотню кілометрів на південний захід від Х'юстона.
З початку 1980-х років запрацювала трубопровідна система Seminole NGL, котра здійснює вивіз зріджених вуглеводневих газів (ЗВГ) із району на межі Техасу та Нью-Мексико до центру фракціонування Монт-Белв'ю, розташованого за три десятки кілометрів на схід від Х'юстона. При цьому західніше зазначеного міста її сполучили із підземним сховищем Бренем, котре надавало можливість зберігання суміші ЗВГ.
Сховище мало одну каверну, створену шляхом розмивання соляних відкладень. Вона могла вмістити 380 тисяч барелів ЗВГ та з'єднувалась із поверхнею свердловиною довжиною 810 метрів. Спущена в останню компоновка (насосно-компресорні труби) довжиною 860 метрів дозволяла здійснювати закачування та відбір соляного розчину, за допомогою чого здійснювалось витіснення ЗВГ. Для зберігання цього розчину існувало два наземні басейни.
Планувалось ралізувати проект розширення сховища, проте у квітні 1992-го внаслідок витоку газу відбулось його накопичення у пониженні рел'єфу з наступним займанням, що призвело до загибелі трьох осіб та руйнації п'яти будинків. Як наслідок, регуляторний орган ухвалив рішення про закриття об'єкту.